# Имрам

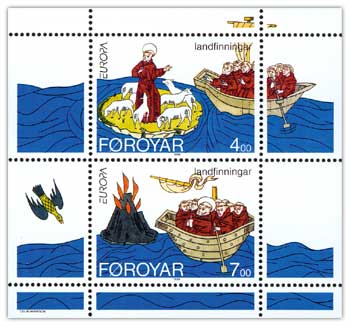
Марка: Св. Брендан открывает Фарерские острова и Исландию

И́мрам или И́ммрам (др.-ирл. immram, от imb-, imm- 'вокруг' и -rá(id) 'грести') — один из жанров ирландских сказаний, повествующий о морском путешествии героя в Потусторонний мир. Будучи написанными в эру распространения христианства, иммрамы сохраняют многие черты традиционной кельтской мифологии.
Имрамы узнаваемы по их сосредоточению на подвигах героев во время поисков Потустороннего мира, расположенного на островах к западу от Ирландии. Герой отправляется в путешествие ради приключений или ради исполнения своего предназначения и обычно останавливается на других фантастических островах, прежде чем достигнет места назначения. Он может как вернуться домой, так и остаться в аду или погибнуть.
Пример имрама — «Путешествия Святого Брендана», где о реально существовавшем человеке описано в фантастической форме (встреча великана, морского
чудовища, огненного острова и т. д.).

## Определение
Имрамы обычно путают с аналогичным ирландским жанром эхтра или «приключением». Оба типа историй включают в себя путешествие героя в потусторонний мир, будь то христианский рай, сказочная страна, страна богов или утопия. Они различаются по времени создания: эхтры более древние, датируются VII веком, тогда как самые ранние имрамы датируются VIII веком н. э.. Британский историк Дэвид Дамвилл утверждает, что имрамы содержат более значительный элемент христианского мировоззрения, по сравнению с эхтрами. Если основная идея эхтры состоит в том, чтобы описать нравы языческих богов и земли, в которой они живут, то в имрамах эти языческие элементы возникают как вызов вере героя. В эхтре главный герой всегда попадает только в одно место и может прибыть в потусторонний мир без объяснения цели путешествия, тогда как в имраме герой всегда переживает приключения на нескольких островах.
Потусторонний мир был частью ирландской системы верований, события, происходящие там, становятся структурными особенностями сюжета. Один эпизод путешествия героя староирландских сказок в потустороннем мире может раскрыть больше, чем сакральный опыт человека. Написанные в христианскую эпоху и по сути, христианские по своему характеру, они сохраняют элементы ирландской мифологии.
Особенностью, подчёркиваемой в некоторых ранних ирландских текстах о потустороннем мире, является противоречивость взглядов обычных людей и жителей потустороннего мира. Истина раскрывается на нескольких уровнях, обычно символических. Кельтский потусторонний мир, как и большинство концепций потустороннего царства в мире, является отражением человеческого бессознательного — мёртвые могут двигаться и говорить; границы времени нарушены. В волшебных сказках Ирландии спасение из потустороннего мира может стать невозможным, если человек что-нибудь взял или съел, находясь в потустороннем мире; этот сюжет хорошо известен в греческой истории Персефоны. Спасение не является основным или единственным вариантом возможных поисков в потустороннем мире. Он также является источником истины, которая раскрывается на нескольких уровнях — в откровениях, получаемой информации и других.

## Сюжеты
Первоначально в списке древних текстов было семь официально признанных имрамов. Из этих семи до наших дней дошло только три: Путешествие Маэля Дуина, Путешествие Уи Чорра и Путешествие Снедгуса и Мак Риаглы. Путешествие Брана классифицируется эхтра, хотя оно также содержит основные элементы имрама. Более позднее сказание путешествие Святого Брендана, написанное на латыни, также включает в себя путешествие по морю на различные потусторонние острова.

## Происхождение
Имрамы были впервые записаны в VII веке н. э. монахами и учеными, бежавшими в Британию из континентальной Европы. Эти монахи несли знания Западной Европы и стали авангардом христианизации Европы. В связи с этим считается, что имрамы берут начало в ранее существовавшей христианской литературе о путешествиях, а также в кельтских легендах либо классических мифах, которые могли быть известны монахам.
Потусторонний мир в «Путешествии Брана» — отчетливо кельтская черта, но этот факт часто упускают из виду, поскольку концепция христианского рая и британского и ирландского потустороннего мира тесно связаны. Различие же между христианским и языческим раем заключается в том, что язычники допускали секс в раю, а христиане — нет. Поэтому христианский переводчик превратил «Остров женщин» в целомудренное общество. Например в переводе присутствует эпизод, в котором мужчина и женщина, играют под кустом без греха и порицания. Этот отрывок, а также несколько других, подчеркивает христианское стремление создать безгрешный и бесполый Потусторонний мир.
Сюжеты имрамов вероятно заимствованы из существовавших ранее христианских жанров, таких как жития святых, литургия, повествования о паломничестве и рассказы о видениях. Уже в V веке ирландские монахи отправлялись на богомолье, в странствие (peregrination) с острова на остров в поисках уединенных мест, где они могли бы молиться и очистить себя от грехов. Источником вдохновения для имрамов может быть также христианская традиция изгнания, как наказание за тяжкие преступления. Основным доказательством того, что имрамы являются христианскими произведениями, является то, что персонажи рассказов это, как правило, бродячие священники, монахи и монахини.
Одним из первых исследователей кельтской культуры, Генрих Циммерман, пытался связать имрамы с Энеидой и Одиссеей.
Некоторые ученые считают, что кроме литературных и мифологических источников, имрамы могут быть гипертрофированным пересказом исторических путешествий. Древние ирландцы, особенно монахи, предпринимали далекие путешествовали, достигая Оркнейских, Шетландских и Фарерских островов, и, возможно, даже Исландии. Некоторые места и обстоятельства, упомянутые в имрамах и сказании о Брендане, напоминают реальные острова и объекты, например, хрустальный столб Брендана возможно является описанием айсберга.

## Влияние

### В литературе
- Существует мнение, что имрамы послужили основой сюжета для «Путешествие Рассвета» К. С. Льюиса. Они же отразились в стихотворении «Имрам» Дж. Р. Р. Толкина[11].
- Роман австралийского писателя Патрика Холланда Navigatio рассматривается как иммрам XXI века, который переосмысливает путешествие Брендана[источник не указан 1678 дней].
- Анатоль Франс высмеивал жанр имрама в своем «Острове пингвинов» 1908 года (фр. L'Île des Pingouins)[источник не указан 1678 дней].

### Другое
Популярность «Путешествия Св. Брендана» вдохновила Тима Северина на путешествие с использованием технологий V века, предпринятого, чтобы продемонстрировать способность древних ирландцев добраться до Северной Америки.